# Peucedanum cervaria
Peucedanum cervaria là một loài thực vật có hoa trong họ Hoa tán. Loài này được (L.) Lap. miêu tả khoa học đầu tiên.

## Hình ảnh

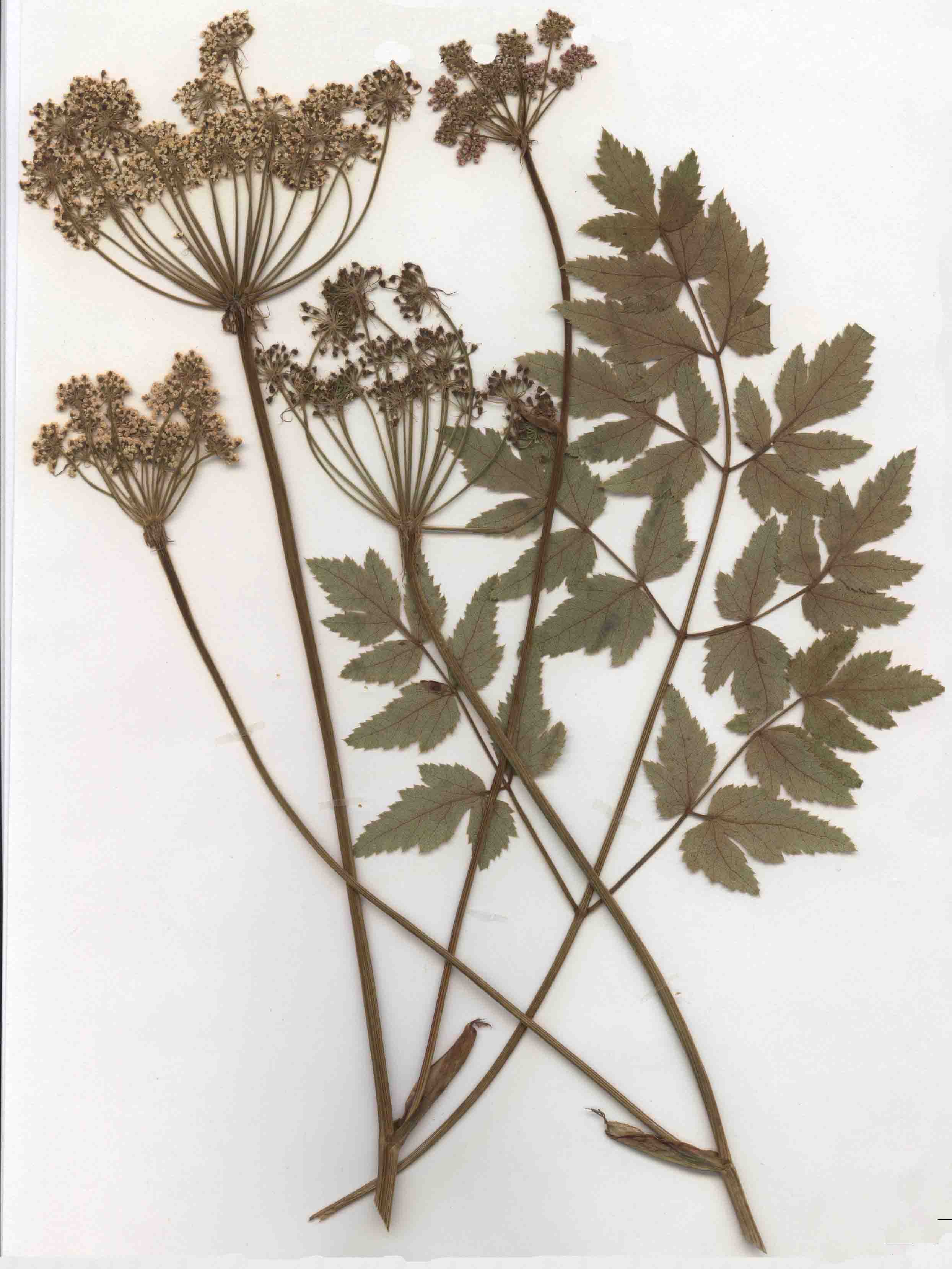
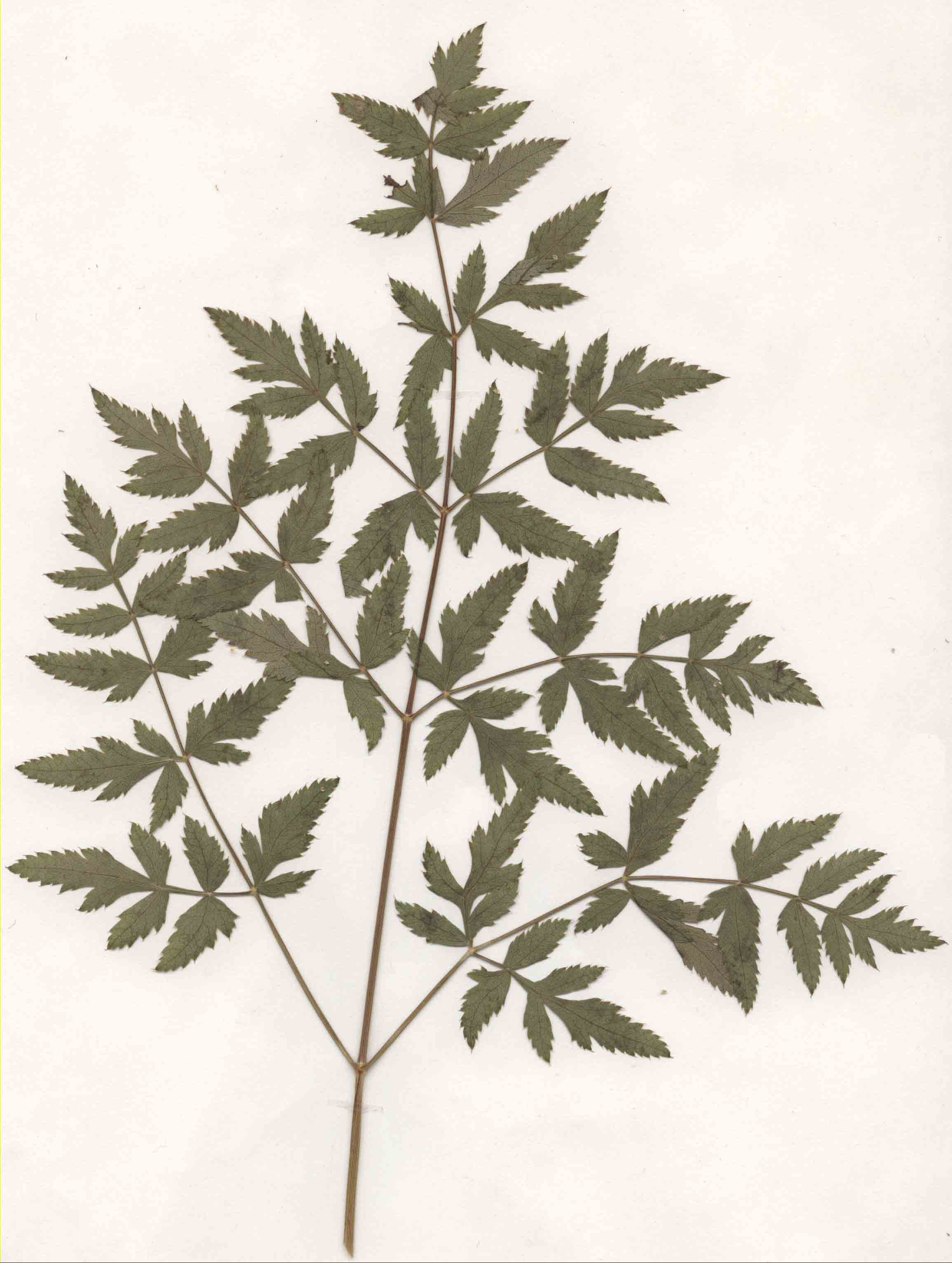
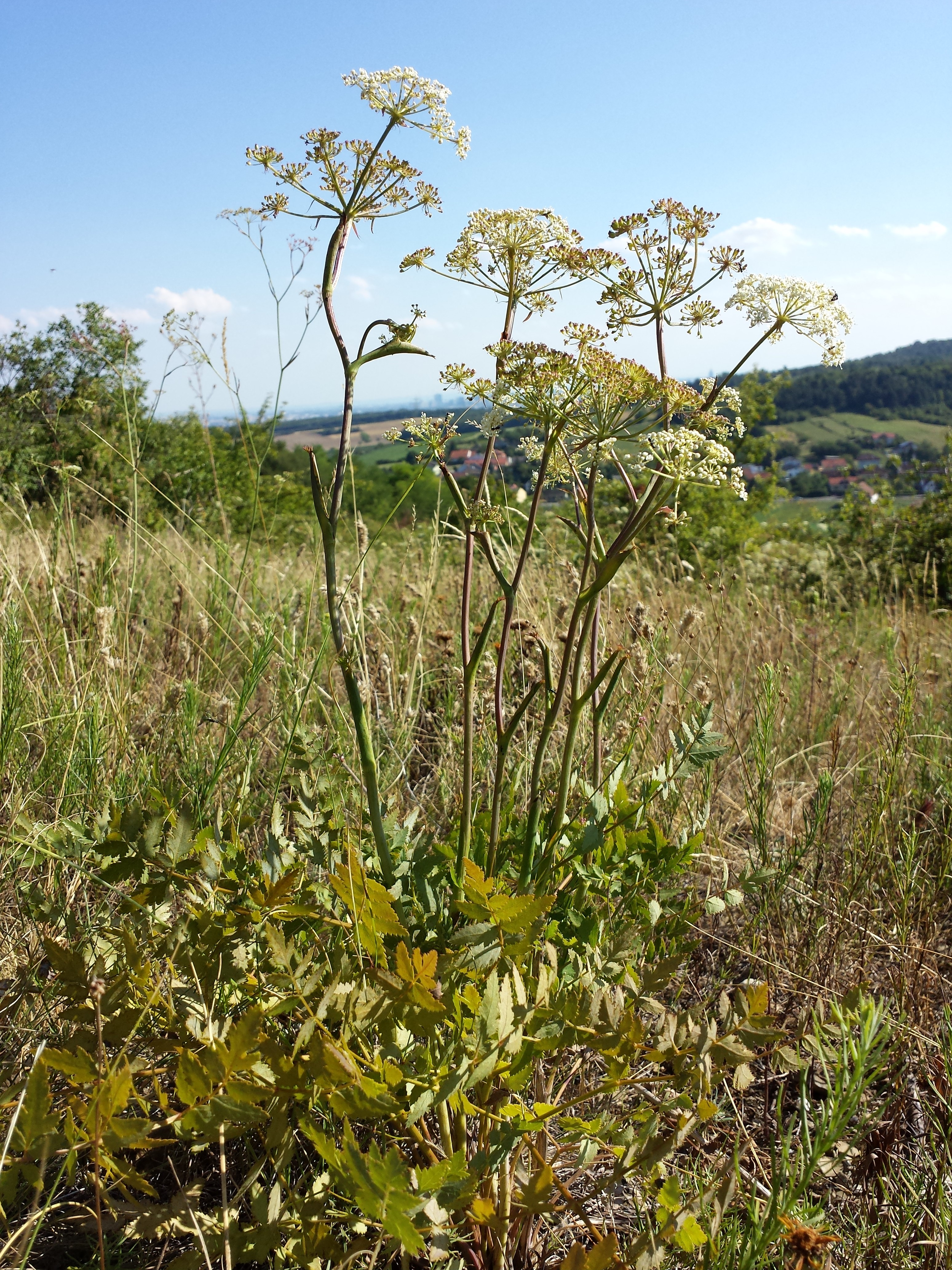
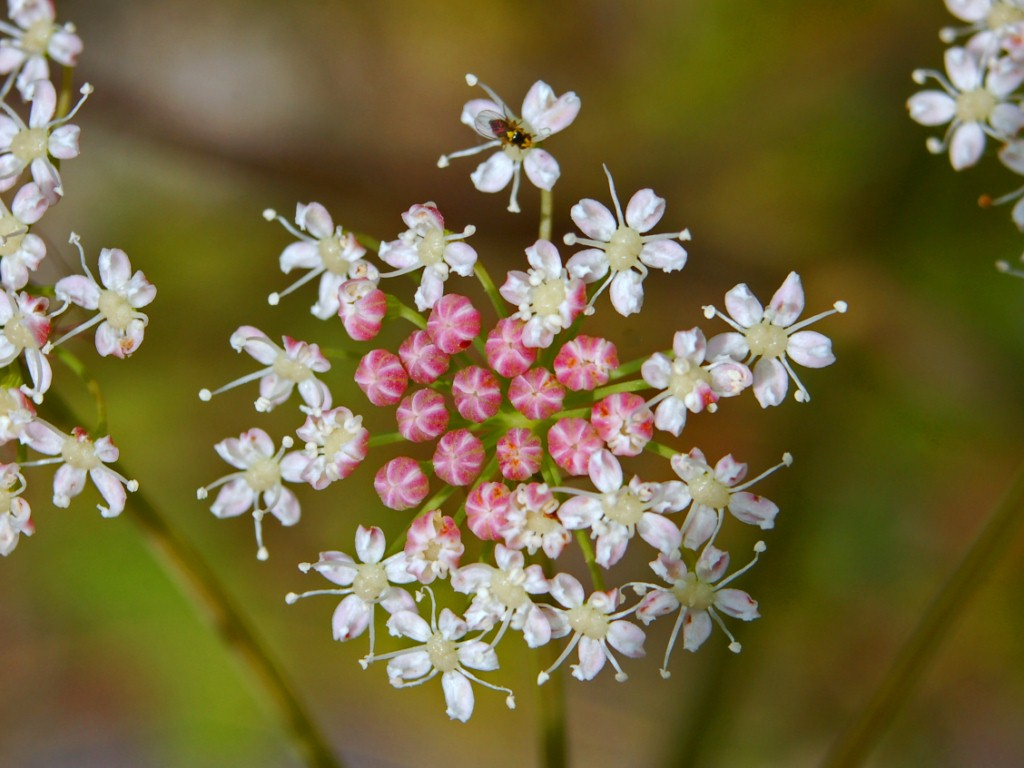